# 拉肯皇家溫室

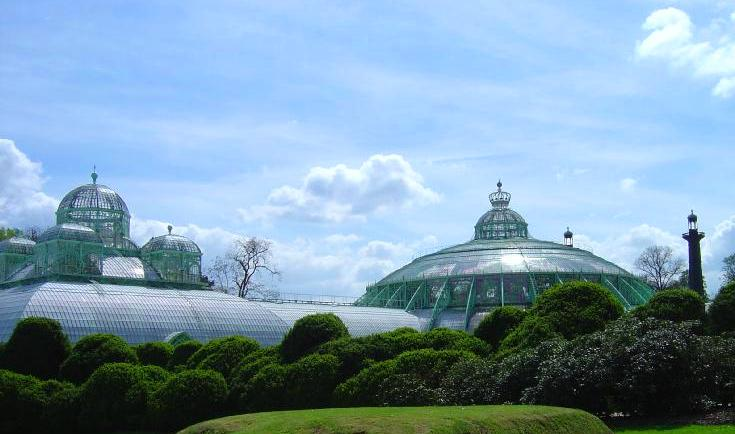

拉肯皇家溫室（荷蘭語：Koninklijke Serres van Laken）是位於比利時首都布魯塞爾北部拉肯城堡內的一座溫室，也是布魯塞爾的主要觀光景點之一。拉肯皇家溫室修建於1874年至1895年。溫室的設計者是Alphonse Balat。

## 外部連結
- Official website （页面存档备份，存于）

50°53′19″N 4°21′38″E / 50.888598°N 4.360692°E